# Подорожниковые (птицы)
Подорожниковые (лат. Calcariidae) — небольшое семейство птиц из отряда воробьинообразных. Включает шесть видов в трёх родах, встречающихся, главным образом, в Северной Америке и Евразии. Птицы совершают миграции и могут жить в различных средах обитания, включая луга, степи, тундры, горы и пляжи.

## Описание
Масса представителей семейства разнится от около 20 грамм у украшенного подорожника до 42 грамм у полярной пуночки. У видов коричневое, серое или белое оперение, а также тёмно-коричневые или чёрные радужные оболочки. Ноги обыкновенной и полярной пуночки тёмно-серые или чёрные, в то время, как у остальных представителей они от светло-розового до коричневого цветов.

## Распространение и среда обитания
Ареал семейства весьма обширный. Из шести видов в семействе пуночка и лапландский подорожник встречаются как в Северной Америке, так и Евразии, остальные встречаются только в Северной Америке. Пуночка гнездится в северных широтах с обширным гнездовым ареалом, включающим Северную Канаду и Аляску, западное и южное побережье Гренландии и Северной Скандинавии и Россию. Пуночка зимует в Южной Канаде и на севере США, а её евразийский ареал включает в себя север Великобритании и крупный пояс, простирающийся от Германии через западную Польшу и Украину до Монголии и Китая. Кроме того, пуночку видели в качестве странствующего вида в Алжире и Марокко, на Балканах, в Греции и Турции, и Мальте. Ареал лапландского подорожника с ареалом пуночки, гнездясь в северной части Канады, Скандинавии, Сибири, прибрежных районах Аляски и Гренландии и зимуя в северной части США и Канады, а также в полосе примерно между 45° и 55° от России, Казахстана, Китая и Монголии до побережья Японского моря.
Ареалы других видов в семействе менее обширные, чем у пуночки и лапландского подорожника. Полярная пуночка гнездится только на нескольких островах в Беринговом море, а зимует преимущественно на западном побережье Аляски. Кроме того, её неоднократно наблюдали на Алеутских островах и во время миграции в Британской Колумбии, а также в штате Вашингтон и Орегоне. Расписной подорожник гнездится на Аляске и в северной Канаде, а зимует в центральной-южной частях США. Гнездовой ареал украшенного подорожника охватывает исключительно территории прерий в северной части Великих равнин и Южной Канады, а зимний простирается от южной части США до центральной Мексики. Гнездовой ареал бурогрудого подорожника схож с тем, что у расписного, однако зимний простирается не так далеко на юг, заканчиваясь в северной Мексике.
Птицы, как правило, обитают на открытых территориях, включая прерии, равнины, побережья, поля и пляжи. Частично ареал пуночки включает горные районы.

## Поведение
Рацион семейства состоит из насекомых, семян и трав. Птицы ведут дневной образ жизни и добывают корм, подбирая его с земли или при ходьбе.

## Систематика
Ранее птицы находились в семействе овсянковых. Филогенетическое исследование 2008 года под руководством группы Алстрёма подтвердило, что представители этого семейства образуют отдельную кладу от овсянковых, а не от древесницевых, кардиналовых или танагровых, хотя не ясно их точное родство. Группа Алстрёма предложила поместить птиц в трибу Calcariini, однако Международный союз орнитологов выделил их в отдельное семейство в 2010 году. Распределение b-цитохромы в ДНК свидетельствует о том, что семейство отделилось от общего предка около 4,2—6,2 млн лет назад в начале плиоцена, возможно, вскоре после распространения степей в Северной Америке, поскольку климат в позднем миоцене стал суше и прохладнее.

### Классификация и филогения
Генетический анализ b-цитохромы ДНК показал, что ближайшими родственниками бурогрудого подорожника являются две пуночки и три подорожника. Расписной и украшенный подорожники являются сестринскими таксонами. Лапландский вид, скорее всего, отделился от предков расписного и украшенного подорожников в начале плиоцена (6,2—4,4 млн лет назад), а пуночки и бурогрудый подорожник — за последние 125—100 тыс. лет. Хотя внешне птицы отличаются друг от друга, расписной и украшенный подорожники, скорее всего, разделились около 2—1,5 млн лет назад в начале плейстоцена.
Полярная пуночка иногда считается подвидом обыкновенной пуночки и, по сообщениям, является примером гибридизации двух видов. Однако, исследование 2007 года Мейли и Винке выявило существенные различия в оперении юных особей двух видов, подтвердив их отличие друг от друга. Также известно, что другие представители, такие как бурогрудый и украшенный подорожники, скрещиваются между собой.
В семейство включают 3 рода и 6 видов:
- Calcarius Bechstein, 1802 — Подорожники
  - Calcarius lapponicus (Linnaeus, 1758) — Лапландский подорожник
  - Calcarius ornatus (J. K. Townsend, 1837) — Украшенный подорожник[16]
  - Calcarius pictus (Swainson, 1832) — Расписной подорожник[16]
- Plectrophenax Stejneger, 1882 — Пуночки
  - Plectrophenax hyperboreus Ridgway, 1884 — Полярная пуночка
  - Plectrophenax nivalis (Linnaeus, 1758) — Пуночка
- Rhynchophanes S. F. Baird, 1858
  - Rhynchophanes mccownii (Lawrence, 1851) — Бурогрудый подорожник